# Doliosauriscus
Doliosauriscus es un género extinto de dinocéfalos terápsidos que vivieron en lo que ahora es Rusia durante el periodo Pérmico Medio (Capitaniense o Tatariano inferior).
Sus restos fósiles se han encontrado en la región de Perm, Rusia europea. Fue un carnívoro grande, su cráneo medía 53 cm de longitud y podía medir unos 3 metros.

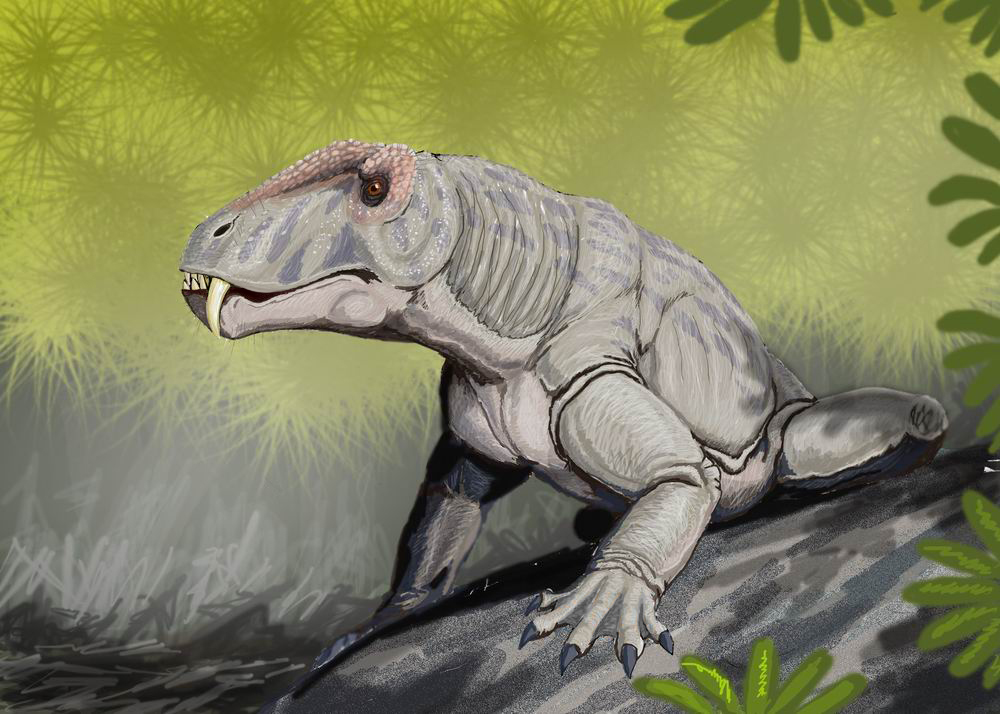